# Euophrys alabardata
Euophrys alabardata är en spindelart som beskrevs av Lodovico di Caporiacco 1947. Euophrys alabardata ingår i släktet Euophrys och familjen hoppspindlar. Inga underarter finns listade i Catalogue of Life.